# Cima Ciantiplagna
La Cima Ciantiplagna (2.849 m s.l.m.) è una montagna delle Alpi del Monginevro nelle Alpi Cozie. Si trova in Piemonte, nella Provincia di Torino.

## Caratteristiche

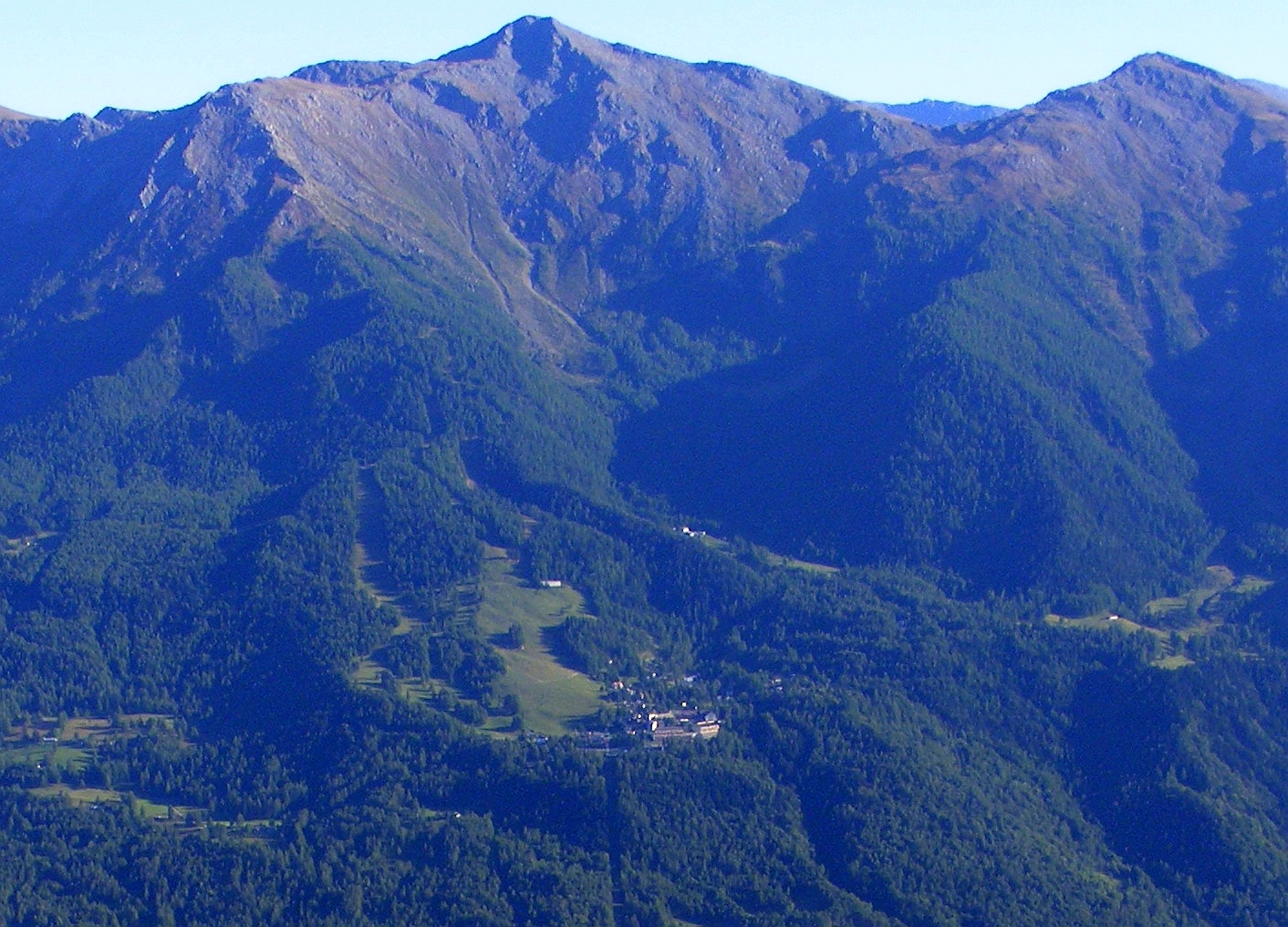
La Ciantiplagna dalla Val Clarea, in primo piano il Frais

La montagna ha una forma di dosso erboso poco appariscente ed è collocata lungo la linea di cresta che separa la val Chisone dalla Val di Susa, posta proprio al vertice della cresta montuosa che si diparte ad ovest del colle delle Finestre.
Sotto la vetta della montagna corre una vecchia strada militare che unisce le vecchie postazioni militari alla strada dell'Assietta, un lungo percorso sterrato (aperto al transito dei mezzi motorizzati nei periodi sgombri di neve) che collega il Pian dell'Alpe di Usseaux a Sestriere passando per il Colle dell'Assietta. 

## Accesso alla vetta

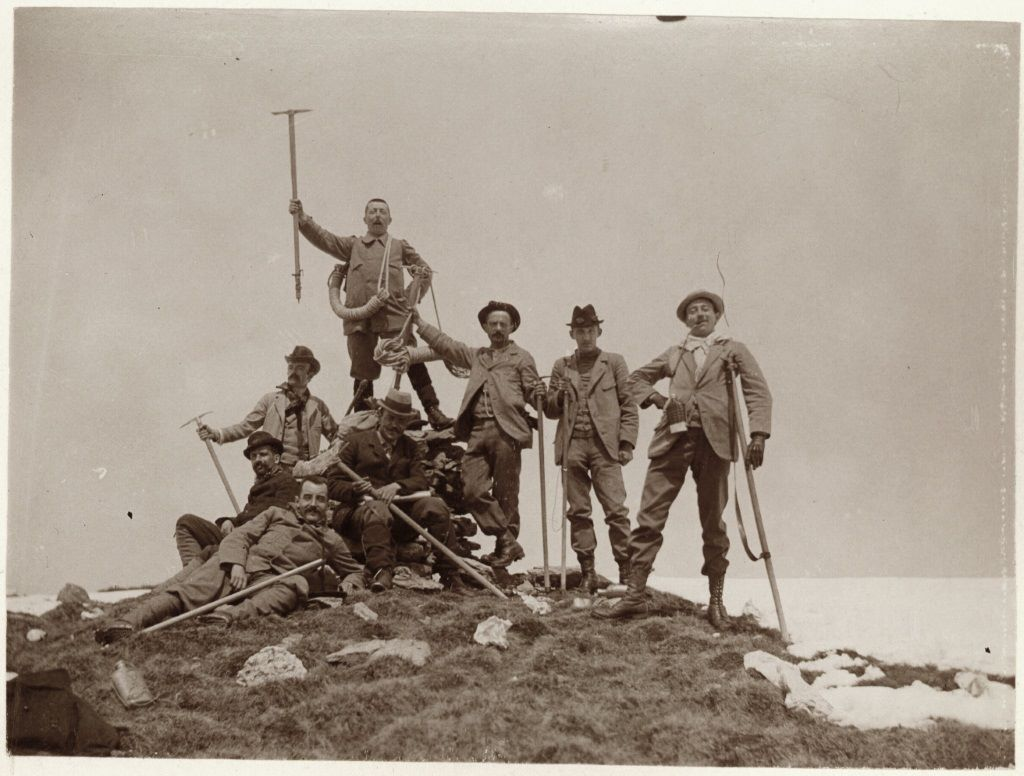
Escursionisti in vetta a inizio XX secolo (foto M.Gabinio)

È possibile salire sulla vetta partendo dal colle delle Finestre, prima attraverso una comoda ex strada militare (chiusa al transito con una sbarra) che inizia pochi metri al di sotto del colle scendendo verso il versante della Val Chisone e che porta fino a 50 m sotto la cima passando dal colle della Vecchia (2.605 m). Il tratto finale, molto breve, è invece su sentiero. Si tratta di un percorso escursionistico facile, classificato come E.